# Kościół św. Jakuba w Wiedniu
Kościół św. Jakuba w Wiedniu-Floridsdorfie (także w niem. Pfarrkirche Floridsdorf) – modernistyczny kościół rzymskokatolicki, zlokalizowany w Wiedniu, w dzielnicy Floridsdorf.
Świątynia została wybudowana w latach 1936–1938 według planów architekta Roberta Kramreitera. Zastąpiła wcześniejszy kościół św. Józefa z 1836, który był za mały na potrzeby dynamicznie rozwijającej się dzielnicy. Efektowna, monumentalna fasada ozdobiona jest figurami dwunastu apostołów, stąd też wywodzi się potoczna nazwa kościoła – Kościół Dwunastu Apostołów.
Kościół jest znakomicie wyeksponowany na Pius-Parsch-Platz i Franz-Jonas-Platz, co zapewnia dobry ogląd fasady. Wewnątrz znajdują się interesujące witraże, a także baptysterium.
Dojazd licznymi tramwajami, metrem i S-Bahn do stacji Floridsdorf. Kościół znajduje się w bezpośrednim sąsiedztwie stacji i przystanków.